# Rogatek pstry
Rogatek pstry (Aegomorphus clavipes) – gatunek chrząszcza z rodziny kózkowatych. 

## Taksonomia
Gatunek ten został opisany z Austrii w 1781 roku przez Franza de Paula von Schranka jako Cerambyx clavipes.

## Morfologia
Osiąga 7-17 mm długości. Ciało stosunkowo krępe, po bokach przedplecza ostre wyrostki. Czułki składają się z 3 -11 członów.
Ubarwienie ciała pstrokate, biało-czarno-brązowe. Odnóża oraz czułki jasne, ciemno prążkowane.

## Zasięg występowania
Występuje w północnej Palearktyce, od Półwyspu Iberyjskiego i północnej Afryki, przez Europę ( z wyjątkiem Wysp Brytyjskich i północnej Fennoskandii), Bliski Wschód, Syberię po wybrzeża Oceanu Spokojnego i Japonię.
W Polsce występuje na ogół rzadko, w nielicznych miejscach w całym kraju. Liczny w Bieszczadach.

## Biologia i ekologia
W Europie Środkowej zamieszkuje głównie liściaste lasy podgórskie.
Cykl rozwojowy dwuletni. Imago spotykane są od połowy maja do sierpnia. Żywią się one liśćmi oraz cienką korą młodych gałązek drzew liściastych. Samice składają jaja na osłabionych, obumierających, bądź świeżo obumarłych (stojących i leżących) pniach różnych drzew liściastych w tym z rodzajów buk, dąb, topola, wierzba, brzoza, lipa, orzech, czereśnia i morwa. Zerujące pod korą larwy drążą, chodniki, nieznacznie naruszając biel. Po drugim zimowaniu wgryzają się one w drewno, sporządzając w nim komorę poczwarkową (niekiedy tworzą ją również pod korą). Przepoczwarczenie następuje w maju lub czerwcu.